# Bull in the Heather
Bull in the Heather è un singolo del gruppo musicale statunitense Sonic Youth, pubblicato nel 1994 come estratto dall'ottavo album in studio Experimental Jet Set, Trash & No Star. Il brano è stato scritto collettivamente dai Sonic Youth e produzione è stata affidata a Butch Vig. Secondo il membro della band Kim Gordon, la canzone parla di "usare la passività come forma di ribellione."

## Descrizione
Il singolo vede un'outtake, "Razor Blade", e una versione alternativa di "Doctor's Orders" come lati B.
La cantante e bassista Kim Gordon ha spiegato che la canzone tratta dell'"usare la passività come forma di ribellione, del tipo che non parteciperò alla tua cultura a dominanza maschile, perciò sarò passiva". Il titolo della canzone è un riferimento al cavallo da corsa Bull Inthe Heather, vincitore del Florida Derby nel 1993.

## Accoglienza
Barbara O'Dair di Rolling Stone ha descritto la canzone come "enigmatica," parlando del canto di Gordon "come respirato e parlato." Sempre da Rolling Stone, Matthew Perpetua ha lodato "l'aggraziata combinazione di scrittura pop e suoni sperimentali" notando le non ortodosse tecniche di chitarra utilizzate.

## Performance in classifica
Negli Stati Uniti, "Bull in the Heather" ha esordito al numero 29 della classifica Alternative Airplay di Billboard il 28 maggio 1994. La canzone è salita fino al numero 13 il 18 giugno 1994, passando un totale di otto settimane in classifica. Il brano divenne quello dei Sonic Youth a raggiungere la posizione più alta in Gran Bretagna, arrivando al numero 24 della UK Singles Chart il 7 maggio 1994. La canzone trascorse cinque settimane in classifica. In Australia arrivò al numero 90 della ARIA Charts.

## Versioni dal vivo
I Sonic Youth suonarono la canzone al Battery Park’s River to River Festival del 4 luglio 2008. Una versione registrata in quell'occasione fu pubblicata come singolo promozionale il 7 giugno 2019 e in seguito inclusa nell'album dal vivo Battery Park, NYC July 4th 2008.

## Tracce e formati
- Vinile 10" e CD singolo

1. "Bull in the Heather" (LP version) – 3:04
2. "Razor Blade"  – 1:06
3. "Doctor's Orders" (T.-Vox version) – 4:20

- Vinile 7" e singolo in cassetta

1. "Bull in the Heather" (LP version) – 3:04
2. "Razor Blade"  – 1:06